# Codex Fuldensis

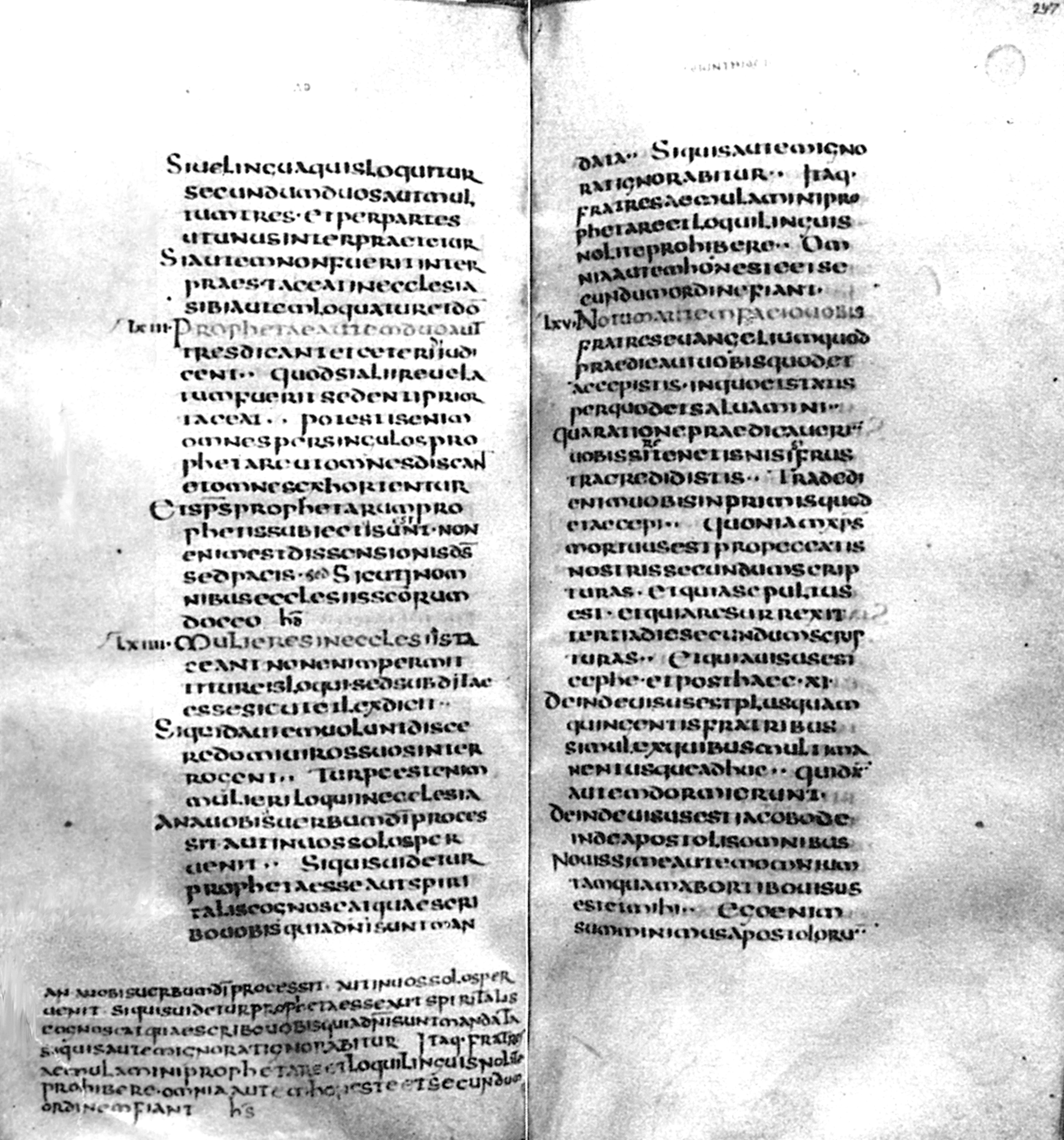
Twee pagina's uit de codex Fuldensis

De codex Fuldensis is een codex geschreven tussen 541 en 547. Het bevat de tekst van het Nieuwe Testament waarbij de vier afzonderlijke canonieke evangeliën vervangen zijn door een evangelien-harmonie in de vorm van een diatessaron. Een diatessaron, ("een uit vier"), is een doorlopend verhaal in chronologische volgorde over het leven van Jezus waarbij de vier evangelisten elkaar als zegsman afwisselen. 
Dit diatessaron in de codex zou gebaseerd zijn op een gevonden manuscript met een tekst in het Oud-Latijn van het omstreeks 170 geschreven diatessaron van Tatianus. De tekst van dit gevonden diatessaron werd omgezet naar het Latijn van de Vulgaat. De codex bevat daarnaast de brief aan de Laodicenzen en de tekst van de proloog over de canonieke epistels van Hiëronymus van Stridon. 
De teksten van de codex werden geschreven door een team van meerdere schrijvers dat onder leiding stond van Victor, de bisschop van Capua. Twee afschrijfberichten en de proloog van de codex zijn door Victor zelf geschreven. Het eerste afschrijfbericht is gedateerd 19 april 546 waarin Victor aangeeft dat hij het gehele manuscript gelezen en gecontroleerd heeft. In het tweede bericht van 12 april  547 geeft hij aan het manuscript nog een tweede keer geheel te hebben gecontroleerd. De codex is de oudste complete kopie van een Latijnse versie van het Nieuwe Testament.  
De codex werd vermoedelijk door Bonifatius in Italië verworven. Deze bracht het naar het klooster en de abdij van Fulda dat hij in 744 in Fulda had gesticht, waar het werk sindsdien in de bibliotheek wordt bewaard. 

## Diatesseron van Tatianus
Tatianus schreef omstreeks 170 het eerst bekende diatessaron. De tekst van Tatianus is verloren gegaan en er is ook geen zekerheid in welke taal deze harmonie geschreven was. Grieks of Syrisch zijn de mogelijkheden. Het werk is alleen bekend  door oude referenties in het Syrisch en het Arabisch. De belangrijkste daarvan zijn een commentaar op het diatessaron van de hand van de Syrische kerkvader Efrem (373) en een Arabische vertaling die waarschijnlijk teruggaat tot de elfde eeuw. De tekst was zeer belangrijk in de Syrische kerken en bij Arabisch sprekende christenen. 
In de vijfde eeuw was het werk nog steeds in gebruik in de Syrische kerken zoals blijkt uit een ordonnantie van Theodoretus van Cyrrhus om meer dan tweehonderd exemplaren van het boek met het diatessaron die nog in gebruik waren in zijn diocees te vervangen door de canonieke evangeliën. Er zijn geen berichten over het gebruik van het diatessaron van Tatianus in de Grieks sprekende gemeenschappen van de vroege kerk en evenmin voor de Latijnsprekende gemeenschappen in Noord-Afrika, Italië, Gallië, Duitsland en de rest van West-Europa. 

## Proloog van de codex Fuldensis
In een uitgebreide  proloog schreef Victor dat hij bij toeval in het bezit kwam van een anoniem manuscript in het Oud-Latijn (Vetus Latina) en daarin een evangelieharmonie ontdekte. Na verder onderzoek kwam hij bij twee namen die in het verleden geassocieerd werden met het schrijven van een harmonie, namelijk Ammonius van Alexandrië en Tatianus. Op basis van een tekst van Eusebius (ca. 260 -340) elimineerde Victor de mogelijkheid van Ammonius als auteur en kwam hij tot de conclusie dat Tatianus  de auteur moest zijn van de oorspronkelijke tekst  waarvan hij een vertaling in het Oud-Latijn  had.  
Die conclusie bracht ook volgens Victor zelf wat problemen met zich mee. Tatianus werd omstreeks 175 uit de christelijke gemeente van Rome gestoten en verliet de stad en Italië. Tatianus werd door kerkvaders beschreven als een ketter, een aanhanger van het encratisme, een vorm van rigoureuze ascese die naast het gebruik van alcohol en vlees ook het huwelijk en iedere vorm van seksualiteit afwees. Een volgende beschuldiging was dat hij net als Valentinus (overleden na 155) een godsbeeld creëerde met talloze eonen, eigenschappen, goddelijke figuren die door emanatie uit de hoogste god voortvloeien. In feite wordt Tatianus hiermee benoemd als een gnosticus.  
Eusebius had ook geschreven dat Tatianus de tekst van enkele van de brieven van Paulus had vervalst. Victor moest dus lezers duidelijk maken dat ondanks die feiten de tekst in zijn bezit geloofwaardig was. In de proloog benoemt Victor uitvoerig de goddeloze fouten van Tatianus maar noemt zijn vondst  ‘een nuttig voorbeeld aan de ijverige mens toen hij dit evangelie creëerde  in wat  wat mij een vakkundig arrangement lijkt ‘ en  ‘ook als de  auteur van dit werk de ketter Tatianus zou zijn, dan herken ik de woorden van mijn Heer ‘. 
De mogelijke verdenking dat Tatianus opzettelijk Bijbelteksten anders weergeeft dan in de evangeliën staat lost Victor voor wat betreft dit werk op ingenieuze wijze op. Eusebius had wat nu benoemd wordt als de Canons van Eusebius opgesteld. Dat waren tien tabellen met het doel parallelteksten in de verschillende evangeliën gemakkelijk te kunnen opzoeken. Victor vulde dat voor de codex Fuldensis aan met een nieuw element. Als voorbeeld: In al de vier canonieke evangeliën wordt het verhaal beschreven van Jozef van Arimatea waarin hij Jezus na diens kruisiging van het kruis haalde, balsemde en in een rotsgraf legde. Ieder van die evangeliën heeft wel enige specifieke details. Tatianus moest dus vanuit alle vier evangeliën werken om de verschillende elementen en details in een en hetzelfde verhaal te incorporeren. Aan het begin van de paragraaf waar het verhaal van  Jozef van Arimatea aanvangt staat in de marge van de tekst in de codex de volgende notatie.
Mt CCCXLVIII
I
Mr CCXXVII
Lc CCCXXXII
Io CCVI
De I op de tweede regel geeft aan dat dit een passage is uit de eerste tabel van Eusebius. Die vermeldt de secties die de vier evangeliën gemeenschappelijk hebben. De andere nummers zijn de sectienummers voor de parallelle passages in ieder van de vier evangeliën. Met deze informatie kon iedere lezer van de codex gemakkelijk de parallellen in de vier evangeliën vinden en ervan verzekerd zijn dat in het diatessaron de correcte tekst op een betrouwbare wijze was weergegeven.  

## Relaties met andere diatessara
Naast de Latijnse diatessara was dit type verhaal populair in de volkstalige literatuur in de late middeleeuwen. Er zijn meer dan tweehonderd handschriften in diverse volkstalen bekend waarvan het grootste deel uit de dertiende en veertiende eeuw dateert. Vanaf begin twintigste eeuw hebben een aantal auteurs getracht gemeenschappelijke tekstuele overeenkomsten en parallellen te vinden in die verschillende diatessara. Het doel van al deze research was het vinden van een onderliggende tekstuele basis die dan zou teruggaan tot het diatessaron van Tatianus en verder te vinden zou zijn in de codex Fuldensis. 
Er bestaat overeenstemming op het vakgebied dat het diatessaron in de codex Fuldensis een basis heeft in dat van Tatianus. Het vulgatiseren van het veronderstelde gevonden Oud-Latijnse manuscript maakt het diatessaron in de codex Fuldensis echter ook volstrekt ongeschikt om met gezag de tekst van Tatianus te reconstrueren. De codex Fuldensis is in de eerste plaats een voorbeeld van een vroege Vulgaat. Voor het in begin negende eeuw geschreven Heliand zal de codex Fuldensis een belangrijke bron geweest zijn. 
De codex Sangallensis 56 is eveneens in de eerste helft van de negende eeuw geschreven. Deze codex omvat een tweetalig diatessaron, Latijn en Oudhoogduits. Er is op het vakgebied overeenstemming dat de Latijnse tekst van het diatessaron in de codex Sangallensis 56 in hoge mate afhankelijk van de tekst in de codex Fuldensis tot stand is gekomen. Een groot deel is regelrecht gekopieerd uit de codex Fuldensis.   
Het wordt hoogst onwaarschijnlijk geacht dat de diatessara uit de dertiende eeuw en veertiende eeuw vertaald zouden zijn vanuit de codex Fuldensis.  